# Anelosimus rupununi
Anelosimus rupununi là một loài nhện trong họ Theridiidae.
Loài này thuộc chi Anelosimus. Anelosimus rupununi được Herbert Walter Levi miêu tả năm 1956.